# Прапор Мокляків
Пра́пор Моклякі́в — офіційний символ села Мокляки Ємільчинського району Житомирської області, затверджений 7 серпня 2013 р. рішенням № 136 XXI сесії Мокляківської сільської ради VI скликання.

## Опис
Квадратне полотнище горизонтально розділене на синю, жовту, білу, жовту і зелену смуги (5:1:4:1:5). На білій смузі розташовані в ряд три червоні восьмипелюсткові квітки в стилі української народної вишивки «хрестик».
Автор — Яніна Вікторівна Баргилевич.